# Pik BAM
Der Pik BAM (russisch Пик БАМ) nahe Tschara im sibirischen Kodargebirge im asiatischen Teil Russlands ist mit 3072,6 m der höchste Berg des zu den Südsibirischen Gebirgen gehörenden Hochgebirgssystems Stanowoihochland.

## Geographische Lage
Der Pik BAM liegt auf der Grenze der Region Transbaikalien im Süden zur Oblast Irkutsk im Norden und befindet sich im Südwesten des Kodargebirges. Sein Gipfel erhebt sich etwa 42 km westsüdwestlich des in der kaum besiedelten Oberen Tscharasenke gelegenen und vom Fluss Tschara passierten Dorfs Tschara, dem Verwaltungszentrum des burjatischen Rajon Kalarski; etwa 10 km (jeweils Luftlinie) südlich davon liegt in derselben Flussniederung mit dem an der Eisenbahnstrecke Baikal-Amur-Magistrale (BAM) liegenden Nowaja Tschara (mit dortigem Bahnhof) die größte Ortschaft von Kalarski.
Etwas westlich des teils vergletscherten Pik BAM entspringt der Obere Sakukan und nördlich der Mittlere Sakukan, die den Berg im Süden und Nordosten passieren, nach Osten fließen und in die Tschara münden. Einem Gletscher im Norden entfließt die Lednikowaja als kleiner Zufluss der Sygykta.

## Name, Höhe, Erstbesteigung
Seinen Namen bekam der Pik BAM inoffiziell wegen der durch die Obere Tscharasenke führenden Baikal-Amur-Magistrale; offiziell ist er namenlos. Früher wurde die Höhe des 3072,6 m hohen Berges meist mit nur 2999 m angegeben. Seine Erstbesteigung fand 1963 durch eine Gruppe von Bergsteigern mit Alexander Kuzmin aus Tschita statt.